# Henri Kraut
 (avril 2022).
Si vous disposez d'ouvrages ou d'articles de référence ou si vous connaissez des sites web de qualité traitant du thème abordé ici, merci de compléter l'article en donnant les références utiles à sa vérifiabilité et en les liant à la section « Notes et références ».
Pour les articles homonymes, voir Kraut.
Le capitaine de corvette Henri Kraut, né le 3 août 1905 à Menton (Alpes-Maritimes) et mort pour la France le 8 novembre 1942 au large de Fédala (Maroc), était un officier de marine français.

## Distinctions
- Chevalier de la Légion d'honneur le 30 janvier 1937
- Croix de guerre 1939-1945
- Médaille coloniale du Maroc (1925-1926)
- Médaille coloniale de l'Afrique-Occidentale française (1940).

## Citations

### De son vivant
- Le lieutenant de vaisseau Kraut reçoit, par ordre n°399 EM1 du 22 avril 1931, un témoignage officiel de satisfaction

« pour les résultats obtenus dans la mise au point du moteur de la Naïade. »

- Le 4 mai 1931, l'équipage du sous-marin Naïade reçoit les remerciements du gouvernement britannique pour le sauvetage d'un aviateur anglais.

- Il reçoit une citation à l'ordre du corps d'armée, par ordre n°329 EM1 Force Y du 12 octobre 1940 :

« Officier torpilleur du Georges Leygues, chef de défense, au cours des combats des 23, 24 et 25 septembre 1940, a assuré ses fonctions avec sang-froid et un mépris total du danger. »

### A titre posthume
- citation au sous-marin la Sibylle, par ordre n°356 FMF/Cab du 17 décembre 1942 :

« Le sous-marin La Sibylle, glorieusement disparu sous les ordres du capitaine de corvette Kraut au cours de l'attaque anglo-américaine contre l'Afrique du Nord. »

- citation à l'ordre de l'armée de Mer au sous-marin la Sibylle par ordre n°13 FMA/Cab du 8 janvier 1943 :

« Sous le commandement du CC Kraut, a pris une part héroïque aux opérations engagées les 8, 9 et 10 novembre 1942 au large de Casablanca contre d'importantes forces navales et aériennes. A disparu glorieusement au cours des combats, avec tout son état-major et son équipage après avoir coulé un transport de troupes. »

- citation à l'ordre de l'armée de Mer à l'état-major et l'équipage de la Sibylle par ordre n°146 SC/2 du 9 juillet 1943 :

« Engagés à fond avec leur bâtiment contre des forces ennemies très supérieures, au cours des événements d'Afrique du Nord, en novembre 1942, ont fait preuve d'un total esprit de sacrifice. Ont glorieusement disparu en combattant. Cette citation comporte l'attribution de la Croix de guerre avec palme. »

- Son nom figure sur la plaque à la mémoire de la Sibylle et de son équipage, sur le Monument commémoratif aux sous-mariniers de Toulon (Var).